# Иккаку-рю
Иккаку-рю (яп. 一角流) — древняя школа дзиттэдзюцу, классическое боевое искусство Японии, основанное в XVII веке мастером по имени Мацудзаки Кинуэмон Цунэкацу. Техники школы не преподаются отдельно, а включены в программу обучения школы Синто Мусо-рю.
Искусство дзиттэдзюцу в Иккаку-рю рассматривает дзюттэ как способ самозащиты против злоумышленника, вооруженного мечом (катаной).

## История
Школа Иккаку-рю была основана в конце 1600-х годов (XVII век, период Эдо) третьим сокэ стиля Синто Мусо-рю, мастером по имени Мацудзаки Кинуэмон Цунэкацу. В оригинале традиции Иккаку-рю не специализировались на дзюттэ, однако в них присутствовала система захватов (торитэдзюцу) с использованием этого и других видов оружия. Кроме того практиковалось применение тэссэн, тэбо (короткая палка) и кодати, а также техники дзюдзюцу.
Первоначально всему техническому арсеналу Иккаку-рю обучали в ветви Синто Мусо-рю и Тэнами-рю как методики ареста для местных сил безопасности области Курода. После реставрации Мэйдзи две крупнейшие сохранившиеся ветви традиций Курода-но-дзё, Дзигё и Харуёси, были объединены и упорядочены в то, что в дальнейшем стало современным боевым искусством под названием Синто Мусо-рю во главе с Сираиси Хандзиро. При чем от оригинальных традиций школы Иккаку-рю в новую систему были включены только техники работы с дзюттэ и тэссэн.

## Тренировки
Техники работы с дзюттэ в большинстве своём преподаются только продвинутым ученикам, которые достигли высокого уровня мастерства в Синто Мусо-рю Дзёдо, хотя чаще это зависит от организаций, где проходит обучение. С целью уменьшить риск получения телесных повреждений либо тяжелых травм, современная практика Синто Мусо-рю Дзёдо проходит с использованием деревянного дзюттэ. В некоторых группах ученики, достигшие высокого уровня мастерства, заменяют деревянные имитации на реальные, металлические, а противник нападает с реальным, не заточенным мечом (иайто) вместо боккэна. Тэссэн также с целями безопасности изготавливается из дерева, и на продвинутом уровне используется в том же исходном виде, так как в любом случае представляет собой опасность будучи брошенным в оппонента.

## Техники дзюттэ
Иккаку-рю применяет дзюттэ либо самостоятельно, либо совместно с тэссэн в ответ на нападение фехтовальщика, вооруженного катаной. Благодаря тому, что дзюттэ изготавливался из металла, им можно было блокировать и парировать атаки меча. Кроме того, его использовали с целью поймать и удержать меч при помощи зубца, таким образом контролируя его или, если возможно, переломав оружие противника. После успешного задержания катаны у обороняющегося появляется возможность атаковать запястья, руки или голову противника.

## Ката дзиттэдзюцу
Современная система Иккаку-рю включает 24 ката, разделенных на 2 серии под названием омотэ и ура. Некоторые из них использует боевой веер тэссэн в тандеме с дзюттэ. Техники в омотэ и ура носят одни и те же имена, однако исполняются по-разному.
Омотэ:
1. Укэн;
2. Сакэн;
3. Дзанкэн;
4. Кэагэкэн;
5. Итиранкэн;
6. Иримикэн;
7. Иппукэн;
8. Меатэкэн;
9. Утокэн;
10. Горинкэн;
11. Иссэйкэн;
12. Касумикэн.

Ура:
1. Идентичны омотэ.